# 33 sceny z życia
33 sceny z życia è un film del 2008 diretto da Małgorzata Szumowska.

## Riconoscimenti
- Premio speciale della giuria del Festival del film Locarno 2008